# Homosfera
L'homosfera és la capa de l'atmosfera de la Terra en la qual els seus components químics estan barrejats de manera homogènia. La causa principal d'aquest estat uniforme és que el recorregut lliure mig entre molècules és negligible en comparació amb la magnitud del moviment d'advecció de l'aire. Els gasos no se separen segons el seu pes molecular perquè el moviment d'advecció barreja l'atmosfera constantment.
L'homosfera comença a la superfície de la Terra, s'estén fins a una altitud d'aproximadament 80 km i se subdivideix en troposfera, estratosfera i mesosfera. L'homosfera es troba a sota de l'heterosfera, que s'estratifica segons el pes molecular dels gasos que la constitueixen.